# Ліван на літніх Олімпійських іграх 1964
Ліван брав участь у Літніх Олімпійських іграх 1964 року у Токіо (Японія) у четверте за свою історію, але не завоював жодної медалі.